# Conophorus gorodkovi
Conophorus gorodkovi är en tvåvingeart som beskrevs av Zaitzev 1969. Conophorus gorodkovi ingår i släktet Conophorus och familjen svävflugor. Inga underarter finns listade i Catalogue of Life.